# Lewis Thomas
Lewis Thomas (Flushing, Nueva York, 25 de noviembre de 1913 - Manhattan, 3 de diciembre de 1993) fue un médico, poeta, etimólogo, ensayista, administrador, educador, asesor de políticas e investigador estadounidense.

## Vida y carrera
Asistió a la Universidad de Princeton y a la Escuela de Medicina Harvard. Fue decano de la Escuela de Medicina Yale y de la Escuela de Medicina de la Universidad de Nueva York y presidente del Memorial Sloan Kettering Cancer Center. Se formó igualmente en la Facultad de Medicina de la Universidad Tulane.
Escribió en The New England Journal of Medicine. Una colección de sus ensayos, The Lives of a Cell: Notes of a Biology Watcher (1974), ganó Premio Nacional del Libro en dos categorías, Artes y Letras y Ciencias. También ganó un premio Christopher por ese libro. Otras dos colecciones de ensayos fueron La Medusa y el caracol y Reflexiones nocturnas sobre la escucha de la Novena Sinfonía de Mahler. La Medusa y el Caracol ganó otro Premio Nacional del Libro en Ciencia.  
Su autobiografía, La ciencia más joven: notas de un observador de la medicina, es un registro de un siglo de medicina. También publicó un libro sobre etimología titulado Et Cetera, Et Cetera, poemas y artículos científicos.
Muchos de sus ensayos analizan las relaciones entre ideas o conceptos utilizando la etimología. Otros se refieren a las implicaciones culturales de los descubrimientos científicos y a la creciente conciencia de la ecología . En su ensayo sobre la Novena Sinfonía de Mahler trata la ansiedad producida por el desarrollo de armas nucleares.  Destacan sus intereses eclécticos y su estilo de prosa.
Fue miembro de la Academia Estadounidense de las Artes y las Ciencias (1961),  de la Academia Nacional de Ciencias de los Estados Unidos (1972),  y de la Sociedad Filosófica Estadounidense (1976).  El premio Lewis Thomas se otorga anualmente por la Universidad Rockefeller a un científico por sus logros artísticos. Murió en 1993 a causa de la enfermedad de Waldenström.
Su hija es la escritora Abigail Thomas. 

## Libros
- Las vidas de una célula: notas de un observador de la biología, 1974, Viking Press:ISBN 0-670-43442-6, Penguin Books, reimpresión de 1995:ISBN 0-14-004743-3
- Una larga fila de células. Ensayos recopilados , 1990, Penguin Viking. ASIN B000UWN4OM
- La Medusa y el caracol: Más notas de un observador de la biología, 1979, Viking Press:ISBN 0-670-46568-2, Penguin Books, reimpresión de 1995:ISBN 0-14-024319-4
- Reflexiones nocturnas al escuchar la Novena Sinfonía de Mahler, 1983, Viking Press:ISBN 0-670-70390-7, Penguin Books, reimpresión de 1995:ISBN 0-14-024328-3
- La ciencia más joven: notas de un observador de la medicina, 1983, Viking:ISBN 0-670-79533-X, Penguin Books, reimpresión de 1995:ISBN 0-14-024327-5
- Et Cétera, Et Cétera: Notas de un observador de palabras, 1990. Little Brown & CoISBN 0-316-84099-8, Bienvenida Lluvia, 2000ISBN 1-56649-166-5
- La especie frágil, 1992, Scribner,ISBN 0-684-19420-1, Simon & Schuster, 1996, libro de bolsillo:ISBN 0-684-84302-1

## Citas
- Wikiquote alberga frases célebres de o sobre Lewis Thomas.

«La ciencia progresa en la interfaz de lo especializado y lo universal».